# Літтлтаун (Аризона)
Літтлтаун (англ. Littletown) — переписна місцевість (CDP) в США, в окрузі Піма штату Аризона. Населення — 873 особи (2010).

## Географія
Літтлтаун розташований за координатами 32°7′50″ пн. ш. 110°52′22″ зх. д. / 32.13056° пн. ш. 110.87278° зх. д. (32.130494, -110.872812). За даними Бюро перепису населення США в 2010 році переписна місцевість мала площу 0,32 км², уся площа — суходіл.

## Демографія
Згідно з переписом 2010 року, у переписній місцевості мешкали 873 особи в 255 домогосподарствах у складі 199 родин. Густота населення становила 2705 осіб/км². Було 277 помешкань (858/км²).
Расовий склад населення:
| - 64,0 % — білих - 3,0 % — корінних американців - 1,7 % — чорних або афроамериканців - 1,3 % — азіатів - 25,8 % — осіб інших рас |

До двох чи більше рас належало 4,2 %. Частка іспаномовних становила 69,5 % від усіх жителів.
За віковим діапазоном населення розподілялося таким чином: 35,3 % — особи молодші 18 років, 56,9 % — особи у віці 18—64 років, 7,8 % — особи у віці 65 років та старші. Медіана віку мешканця становила 29,2 року. На 100 осіб жіночої статі у переписній місцевості припадало 99,8 чоловіків; на 100 жінок у віці від 18 років та старших — 96,9 чоловіків також старших 18 років.
Середній дохід на одне домашнє господарство становив 47 294 долари США (медіана — 42 500), а середній дохід на одну сім'ю — 39 921 долар (медіана — 40 795). За межею бідності перебувало 22,5 % осіб, у тому числі 36,8 % дітей у віці до 18 років та 18,9 % осіб у віці 65 років та старших.
Цивільне працевлаштоване населення становило 196 осіб. Основні галузі зайнятості: науковці, спеціалісти, менеджери — 28,1 %, освіта, охорона здоров'я та соціальна допомога — 18,9 %, роздрібна торгівля — 17,3 %.